# 伊藤隼太
伊藤 隼太（いとう はやた、1989年5月8日 - ）は、愛知県瀬戸市出身の元プロ野球選手（外野手）、野球指導者。右投左打。

## 経歴

### プロ入り前
小学1年時から野球を始め、投手・遊撃手としてプレー。中学時代から愛知長久手ボーイズにて外野手を務める。
愛知県名古屋市の中京大中京高校へ進学。1年秋からレギュラーに定着すると、2年時の秋から4番を務めた。3年生夏の全国大会には、愛知県予選決勝で愛工大名電高に敗れた。高校通算で29本塁打を記録した。野球部の2年後輩に堂林翔太（広島東洋カープ）がいる。

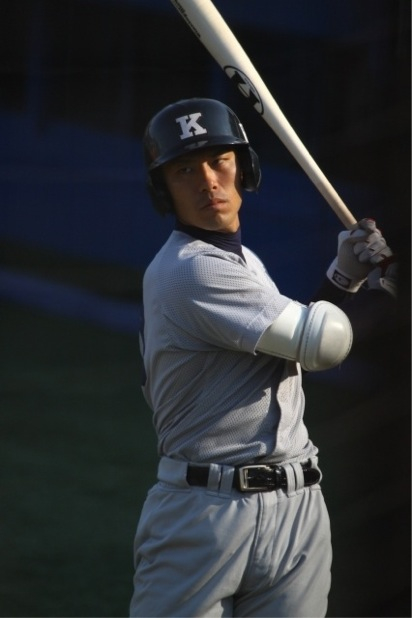
慶應義塾大時代（2011年）

慶應義塾大学環境情報学部に進学後は、1年春から東京六大学野球のリーグ戦に出場する。2年時には、春のリーグ戦からレギュラーに定着。規定打席不足ながら、打率.345を記録した。秋のリーグ戦で4番に抜擢されると、リーグ5位の打率.326を記録。3年春のリーグ戦では、早稲田大学1回戦で斎藤佑樹から三塁打、2回戦では福井優也から本塁打を放った。さらに、リーグトップの12打点を挙げて、チームを11季振りの優勝に導いた。4年時に主将へ任命。春のリーグ戦では、打率.405・4本塁打・17打点という好成績で、2季連続の優勝に貢献した。
その一方で、大学3年の夏には、第5回世界大学野球選手権大会の日本代表に選出。全試合で4番打者を任されるとともに、3本塁打を放った。
2011年のNPBドラフト会議で、阪神タイガースから1巡目で指名。契約金1億円プラス出来高5000万円、年俸1500万円（金額は推定）という条件で入団した。背番号は51。

### 阪神時代
2012年、春季キャンプのスタートを一軍で迎えた。右手首痛を発症し、右手首のガングリオン（良性腫瘍）の穿刺（せんし）処置を受けたが、軽症だった。オープン戦では、16試合の出場で打率.154、0本塁打、1打点と不振だった。しかし、レギュラー右翼手のマット・マートンが、公式戦の開幕直前に故障で戦線を離脱。開幕直前にシアトル・マリナーズおよびオークランド・アスレチックスとの日米親善試合で2試合連続安打を記録するほどにまで復調したことから、開幕も一軍で迎えた。

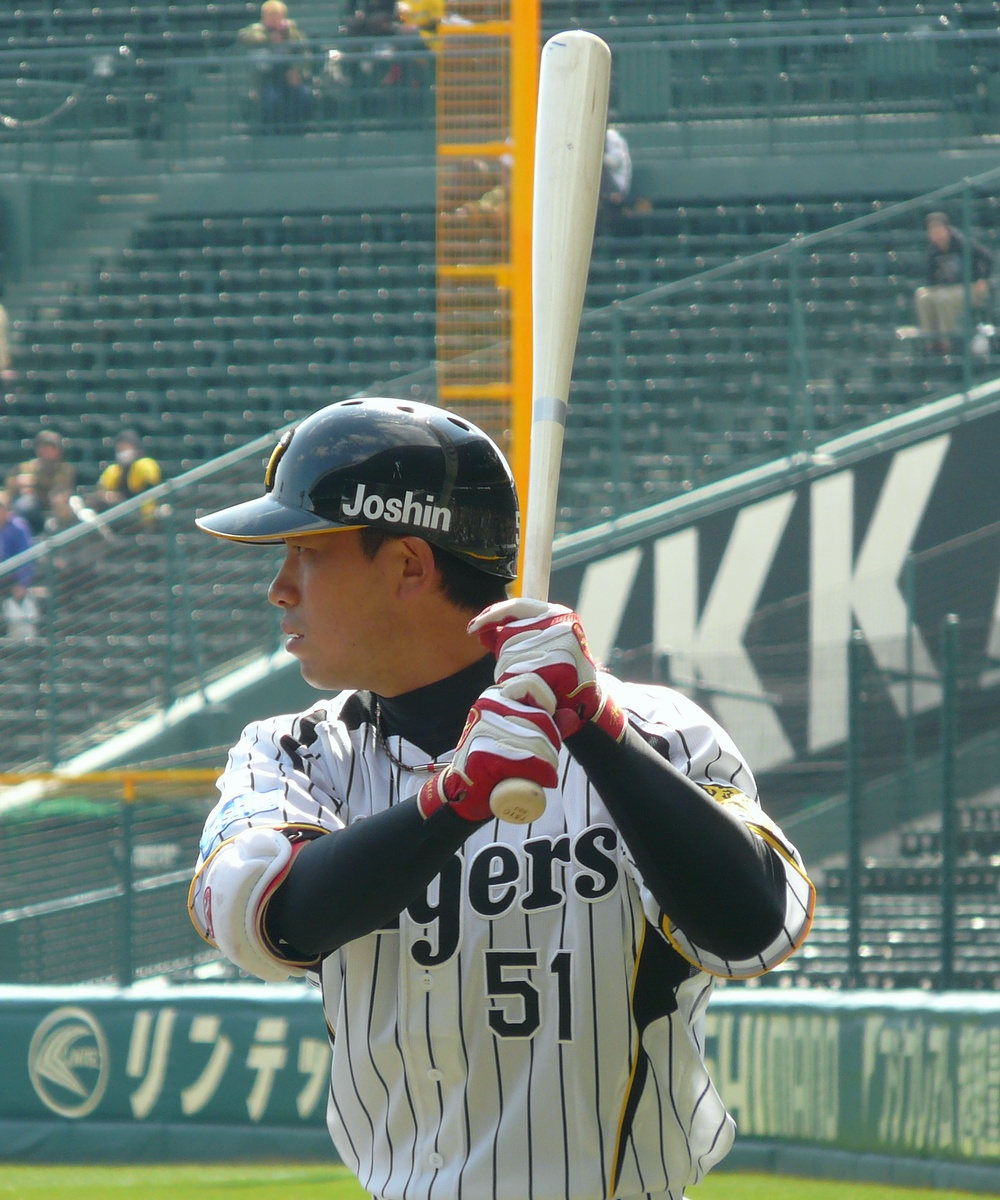
阪神時代
（2012年3月13日 阪神甲子園球場）

横浜DeNAベイスターズとの開幕戦（3月30日・京セラドーム大阪）では、「8番・右翼手」としてスタメンに起用された。阪神の新人外野手が一軍の開幕戦でスタメンに起用された事例は、1972年の望月充以来40年ぶりであった。もっとも、開幕カード2試合に6打席で5打数無安打3三振という結果に終わったため、マートンの復帰に伴う格好で4月2日に出場選手登録を抹消された。7月15日に再び出場選手登録されると、7月17日の対読売ジャイアンツ戦（阪神甲子園球場）では、「7番・中堅手」としてスタメンで出場し、5回表の打席で一軍初安打を放った。
7月19日に開催のフレッシュオールスターゲームにも、ウエスタン・リーグ選抜の一員として出場した。さらに、9月27日の対東京ヤクルトスワローズ戦では、5回表二死満塁で迎えた打席で松井光介から満塁本塁打。一軍公式戦35打席目で、初本塁打・初打点を同時に記録した。
一軍公式戦の初本塁打を満塁本塁打で記録した阪神の新人選手は、プロ野球創設年（1936年）の伊賀上良平に次いで2人目である。ただし、一軍公式戦では通算22試合の出場で打率.148、1本塁打、5打点という成績にとどまったため、11月30日には推定年俸1400万円（100万円減）で契約を更改した。阪神にドラフト1位で入団した新人野手が、1年目に球団からの減俸提示を受けて契約を更改した事例は、球団史上初めてであった。
2013年、2月26日に京セラドーム大阪で開かれたWBC日本代表との強化試合に、阪神の9番・左翼手として先発出場。5回裏の第2打席では、涌井秀章から決勝点となる先制の適時打を放った。しかし、6回表の守備で坂本勇人の打球を追って前進した際に、遊撃を守っていた上本博紀と交錯。伊藤は打球を捕球したものの、左顎部を打撲した。軽症であったため離脱はしなかった。
オープン戦で好調を維持したため、公式戦では2年続けて、開幕を一軍で迎えた。4月3日にいったん登録を抹消されたが、開幕からレギュラー右翼手として出場していた福留孝介の故障・戦線離脱を機に、主に右投手が先発する試合で「8番・右翼手」としてスタメンに起用。24歳の誕生日に当たる5月8日には、東京ドームの巨人戦で、8回表に澤村拓一から0-0の均衡を破る2点本塁打を放った（試合は延長12回の末に阪神が勝利）。同月後半以降は、一軍と二軍を何度も往復。7月にウエスタン・リーグの月間MVPを獲得したが、一軍では2年連続で打率1割台・1本塁打に終わった。しかし、秋季キャンプでは、新任の掛布雅之ゼネラルマネジャー付育成&打撃コーディネーター（2016年以降は二軍監督）からの直接指導によって打撃開眼の兆しを見せた。
2014年、春季キャンプからオープン戦の序盤までは好調だったが、不振に陥り3月中旬に二軍へ降格。降格直後には、教育リーグの試合中に右手の甲へ死球を受けて、この影響で公式戦の開幕を二軍で迎えた。ウエスタン・リーグの公式戦では、57試合の出場でチームトップの打撃成績（打率.283、6本塁打、30打点）を記録。7月1日にシーズン初の出場選手登録を果たした。レギュラー中堅手の大和が故障で戦線を離脱した同月下旬からは、右投手の先発が予告されている試合を中心に、中堅手として連日スタメンに起用。8月8日の対広島東洋カープ戦（京セラドーム大阪）では、一軍公式戦で自身初の盗塁と猛打賞（1試合3安打）を記録した。結局、一軍公式戦では52試合に出場。打率.294、2本塁打、12打点という成績を残し、クライマックスシリーズ・日本シリーズでは代打で出場した。シーズン終了後には、11月11日に甲子園で開かれた「日本プロ野球80周年記念試合」に、阪神・巨人連合チームの「6番・左翼手」としてスタメンで4打数1安打を記録。11月22日の契約交渉では、2年連続の減俸提示から一転して、推定年俸1500万円（300万円増）で契約を更改した。
2015年、オープン戦では、2月21日の対DeNA戦9回表に、代打でこの年のチーム第1号本塁打を記録。公式戦では、開幕直後の4月14日にシーズン初の出場選手登録を果たした。登録後は、右投手相手の代打や、右投手の先発が予告されている試合のスタメン（主に中堅手）として一軍公式戦で活躍。6月3日の対千葉ロッテマリーンズ戦でのヘッドスライディングで左手の親指を痛めた（診断は左手親指亜脱臼）ため、翌6月4日に登録を抹消されたが、8月14日の再登録以降はシーズン終了まで一軍に帯同した。レギュラーシーズン全体では、一軍公式戦で自己最多の63試合に出場するとともに、前年と同じ本塁打数と打点数を記録。通算打率は.252ながら、代打ではチームトップの打率（.316）を残した。シーズン終了後の11月21日には、推定年俸1700万円（200万円増）で契約を更改している。
2016年、春季キャンプでは、主力選手中心の「沖縄組」に選ばれていた。しかし、キャンプインの前日（1月31日）に、現地での自主トレーニングで右肩を負傷。2月1日に大阪府内の病院で精密検査を受けたところ、右肩関節唇の損傷と診断された。5月中旬に実戦復帰を果たすと、6月15日にシーズン初の出場選手登録。一軍公式戦全体では、29試合の出場で本塁打と三塁打を1本ずつ放ったものの、打率が.245に留まった。
2017年、春季キャンプを若手選手主体の「安芸組」で過ごすと、オープン戦にも出場の機会がないまま、公式戦の開幕を二軍で迎えた。しかし、ウエスタン・リーグ公式戦では、開幕から17試合へ出場した時点で打率.356（リーグ1位）、2本塁打、10打点（いずれもチームトップ）を記録するなど打撃が好調。後に代打要員として一軍に昇格すると、昇格初日（4月15日）の対広島戦（甲子園）5回裏に代打でシーズン初安打、5月19日の対ヤクルト戦（神宮）6回表に代打で石山泰稚からシーズン初本塁打を放った。以降のシーズンには、一軍と二軍を往復しながらも、一軍公式戦で主に代打へ起用。8月6日の対ヤクルト戦（京セラドーム大阪）では、1点ビハインドの7回裏に、シーズン2本目の代打本塁打を石山からの3点本塁打で記録した。8月下旬から代打で（2四球を含む）11打席連続無安打に陥っていたが、9月10日の対DeNA戦（甲子園）で、6-6で迎えた9回裏二死満塁から代打に起用。プロ入り後初めてのサヨナラ安打を三上朋也から放つとともに、チームを前日の同カードに続くサヨナラ勝利に導いた。
2018年、プロ入り後初めて、シーズンを通じて一軍に帯同。一軍公式戦では、自己最多の96試合へ出場するとともに、打率.247、1本塁打ながら自己最多の13打点を記録した。この年も代打で本塁打を記録したが、23試合でスタメン出場を果たしたほか、後半戦には正左翼手の福留孝介・正右翼手の糸井嘉男が欠場する試合などでクリーンアップに随時起用。一軍公式戦で初めて3番打者を任された7月25日の対広島戦（甲子園）で決勝打を放ったり、8月25日の対巨人戦（東京ドーム）、9回表の打席でチーム31イニングぶりの長打を二塁打で記録したり翌日には8回表の打席で右翼フェンス直撃の適時三塁打を放つなど、スタメン起用の試合でも打撃で勝負強さや長打力を発揮した。
2019年、春季キャンプを二軍で過ごした後に、オープン戦の序盤から一軍へ合流したが、中盤以降は二軍生活に終始。ウエスタン・リーグでは公式戦83試合に出場したものの、打率.218、1本塁打と振るわず、入団後初めて一軍公式戦への出場機会がなかった。
2020年3月26日に新型コロナウイルスの感染が確認された。3月中旬、既に感染が確認されていた藤浪晋太郎や同時刻に感染が確認された長坂拳弥らとともに食事をしていた。このことで伊藤と同居の妻と見られる30代女性の感染が確認されている。2年連続で一軍出場なしに終わり、11月4日に戦力外通告を受けたが、伊藤は現役続行を希望したため、合同トライアウトに参加した。12月28日、自身のYouTubeチャンネル「伊藤隼太の独壇場」を開設した。

### 愛媛時代（引退後含む）
2021年1月22日、四国アイランドリーグplusの愛媛マンダリンパイレーツと、球団初の選手兼任コーチとして契約することが発表された。3月27日の前期開幕戦で右肩を痛め、前期はコーチ業へ専念。後期の8月6日の試合から復帰したものの、後期は安打を記録できず、選手としての試合出場は6試合にとどまった。伊藤はNPB復帰を達成するため、右肩の負傷に対して手術によらない治療法を続けたが、シーズン終了後の10月に手術に踏み切った。
2022年シーズンも選手兼任でコーチに留任することが、11月11日に発表された。しかし、実際の2022年シーズンにおいては、開幕時点で選手のみの登録となり、6月8日にコーチに就任したときには選手登録が抹消され（練習生にはなっていない）、後期開幕時には再び選手専任に戻っており、「選手かコーチ専任」という待遇だった。2022年シーズンの出場は指名打者か代打に限られた。9月30日、今シーズン限りでの現役引退が発表された。当時の報道では契約期間の11月まではコーチとして在籍するが、それ以降の進路は不明となっていた。愛媛球団はコーチとしての残留を求める意向とも報じられた。11月24日、来シーズンも愛媛に専任コーチとして残留することが発表された。2023年1月12日、背番号を82に変更することが発表された。専任コーチとしては2シーズン務め、2024年11月21日に同年の契約期間満了をもって退団することが発表された。

### 愛媛退団後
2024年12月5日、イースタン・リーグのオイシックス新潟アルビレックス・ベースボール・クラブで野手コーチに就任することが発表された。背番号は76。

## 選手としての特徴
鋭いスイングスピードと長打力に加え、遠投110メートルの強肩に50メートル走6.0秒台、一塁到達4.0秒台の俊足を備える。
高校時代は『走力のある巧打の外野手』という評価だったが、大学進学後に長打力を開花させた。
プロのスカウトからは「高橋由伸のタイプに近い、技術の高さが飛距離を生むタイプの打者」と評され、大学時代の監督でプロ野球経験者の江藤省三や、現役時代伊藤と同じ左打ちだった掛布からは、広島東洋カープから阪神へ移籍した当初の金本知憲に例えられている。
打席での集中力の高さが特徴。伊藤自身は、「どの打席でも無心でいること」を理想に挙げている。特に、大学3年秋のリーグ戦優勝決定戦で迎えた打席では、「完全に集中していました。独特な雰囲気の中で冷静に球種を感じ取ることができた」という。ちなみに、阪神入団後の一軍公式戦でも、2014年・2015年・2017年・2018年に代打で本塁打を放っている。
黒田博樹や前田健太が広島に在籍していた時期には、2人との相性が良く、どちらかの投手が先発する試合にスタメンで起用されることも多かった。2015年4月25日の対広島戦（MAZDA Zoom-Zoom スタジアム広島）では、自身のシーズン初本塁打となる2点本塁打を放つなど、黒田から3打席連続で安打を記録。
シーズン通算でも、7打数4安打（打率.571）という成績を残した。前田に対しても、2014年に7打数5安打（打率.714）、2015年に11打数3安打（打率.273）を記録している。
課題は外野の守備とされる。2013年WBC日本代表の強化試合で浅いフライを追って上本と激突。一軍の公式戦での出場機会が増えるにつれて、打球に対する反応や判断の遅れが目立つようになった。
24歳のバースデーアーチを放った試合（東京ドームでの巨人戦）でも、アーチを放った直後の9回裏に2度のミス（記録はファウルと坂本の三塁打）で同点に追い付かれることもあった。試合後には「（自分の守備が）下手くそなだけです。ああいうこと（右翼守備でのミス）をしていたら試合に出るチャンスがなくなる」という自責のコメントを残した。もっとも、阪神への入団以降、一軍公式戦での失策は同年に記録した1のみにとどまっている（2018年シーズン終了時点）。

## 人物
名前の由来はウルトラマンに登場するハヤタ隊員から。阪神タイガースに在籍していた時はファンからはチーム名に引っ掛けて「ウル虎マン」と親しまれていた。
趣味は読書で特技は暗記。
高校時代には評定平均4.8を残すなど学業でも優秀な成績を修めた。
阪神への入団1年目から3年続けて、母校・慶大の先輩であり、ライバルチーム・巨人の外野手だった高橋由伸（2016年から2018年まで一軍監督）の自主トレーニングへ参加していた。その一方で、2018年のシーズン終了後には単身で渡米。「視野を広げることで人生の勉強につながる」という理由で、この年の途中に阪神へ入団したエフレン・ナバーロとの合同自主トレーニングを、ロサンゼルスで敢行している。
大学時代にチアリーダーとして活躍していた同級生の女性と、在学中から6年間交際した末に、阪神入団後の2015年12月23日付で結婚を発表した。

## 詳細情報

### 年度別打撃成績
| 年 度     | 球 団     | 試 合 | 打 席 | 打 数 | 得 点 | 安 打 | 二 塁 打 | 三 塁 打 | 本 塁 打 | 塁 打 | 打 点 | 盗 塁 | 盗 塁 死 | 犠 打 | 犠 飛 | 四 球 | 敬 遠 | 死 球 | 三 振 | 併 殺 打 | 打 率 | 出 塁 率 | 長 打 率 | O P S |
| --------- | --------- | ----- | ----- | ----- | ----- | ----- | -------- | -------- | -------- | ----- | ----- | ----- | -------- | ----- | ----- | ----- | ----- | ----- | ----- | -------- | ----- | -------- | -------- | ----- |
| 2012      | 阪神      | 22    | 56    | 54    | 2     | 8     | 1        | 0        | 1        | 12    | 5     | 0     | 1        | 0     | 0     | 2     | 0     | 0     | 18    | 0        | .148  | .179     | .222     | .401  |
| 2013      | 阪神      | 30    | 71    | 62    | 8     | 9     | 1        | 0        | 1        | 13    | 4     | 0     | 2        | 2     | 0     | 6     | 0     | 1     | 19    | 0        | .145  | .232     | .210     | .442  |
| 2014      | 阪神      | 52    | 131   | 119   | 13    | 35    | 6        | 1        | 2        | 49    | 12    | 1     | 0        | 1     | 3     | 7     | 0     | 1     | 26    | 1        | .294  | .331     | .412     | .743  |
| 2015      | 阪神      | 63    | 150   | 135   | 10    | 34    | 7        | 0        | 2        | 47    | 12    | 0     | 1        | 1     | 3     | 11    | 0     | 0     | 31    | 0        | .252  | .302     | .348     | .650  |
| 2016      | 阪神      | 29    | 54    | 53    | 2     | 13    | 0        | 1        | 1        | 18    | 4     | 0     | 1        | 0     | 0     | 1     | 0     | 0     | 11    | 0        | .245  | .259     | .340     | .599  |
| 2017      | 阪神      | 73    | 73    | 69    | 9     | 18    | 2        | 0        | 2        | 26    | 9     | 0     | 1        | 0     | 0     | 4     | 0     | 0     | 16    | 1        | .261  | .301     | .377     | .678  |
| 2018      | 阪神      | 96    | 172   | 150   | 17    | 37    | 7        | 2        | 1        | 51    | 13    | 0     | 0        | 2     | 0     | 20    | 0     | 0     | 41    | 1        | .247  | .335     | .340     | .675  |
| 通算：7年 | 通算：7年 | 365   | 707   | 642   | 61    | 154   | 24       | 4        | 10       | 216   | 59    | 1     | 6        | 6     | 6     | 51    | 0     | 2     | 162   | 3        | .240  | .295     | .336     | .632  |

### 年度別守備成績
| 年 度 | 球 団 | 外野  | 外野  | 外野  | 外野  | 外野  | 外野     |
| 年 度 | 球 団 | 試 合 | 刺 殺 | 補 殺 | 失 策 | 併 殺 | 守 備 率 |
| ----- | ----- | ----- | ----- | ----- | ----- | ----- | -------- |
| 2012  | 阪神  | 17    | 24    | 0     | 0     | 0     | 1.000    |
| 2013  | 阪神  | 25    | 45    | 1     | 0     | 0     | 1.000    |
| 2014  | 阪神  | 33    | 57    | 2     | 1     | 0     | .983     |
| 2015  | 阪神  | 50    | 52    | 1     | 0     | 0     | 1.000    |
| 2016  | 阪神  | 15    | 19    | 0     | 0     | 0     | 1.000    |
| 2017  | 阪神  | 5     | 3     | 0     | 0     | 0     | 1.000    |
| 2018  | 阪神  | 47    | 40    | 3     | 0     | 2     | 1.000    |
| 通算  | 通算  | 192   | 240   | 7     | 1     | 2     | .996     |

### 記録
初記録
- 初出場・初先発出場：2012年3月30日、対横浜DeNAベイスターズ1回戦（京セラドーム大阪）、8番・右翼手で先発出場
- 初打席：同上、2回裏に高崎健太郎から空振り三振
- 初安打：2012年7月17日、対読売ジャイアンツ14回戦（阪神甲子園球場）、5回裏にディッキー・ゴンザレスから右前安打
- 初本塁打・初打点：2012年9月27日、対東京ヤクルトスワローズ22回戦（明治神宮野球場）、5回表に松井光介から右越満塁本塁打
- 初盗塁：2014年8月8日、対広島東洋カープ14回戦（京セラドーム大阪）、4回裏に二盗（投手：前田健太、捕手：石原慶幸）

### 独立リーグでの打撃成績
| 年 度     | 球 団     | 試 合 | 打 席 | 打 数 | 得 点 | 安 打 | 二 塁 打 | 三 塁 打 | 本 塁 打 | 塁 打 | 打 点 | 盗 塁 | 盗 塁 死 | 犠 打 | 犠 飛 | 四 球 | 敬 遠 | 死 球 | 三 振 | 併 殺 打 | 打 率 | 出 塁 率 | 長 打 率 | O P S |
| --------- | --------- | ----- | ----- | ----- | ----- | ----- | -------- | -------- | -------- | ----- | ----- | ----- | -------- | ----- | ----- | ----- | ----- | ----- | ----- | -------- | ----- | -------- | -------- | ----- |
| 2021      | 愛媛      | 6     | 12    | 9     | 1     | 1     | 0        | 0        | 0        | 1     | 0     | 0     | 1        | 0     | 0     | 3     | -     | 0     | 3     | 1        | .111  | .333     | .111     | .444  |
| 2022      | 愛媛      | 43    | 121   | 101   | 9     | 28    | 6        | 0        | 2        | 40    | 14    | 1     | 0        | 0     | 2     | 17    | -     | 1     | 14    | 2        | .277  | .380     | .396     | .776  |
| 通算：2年 | 通算：2年 | 49    | 133   | 110   | 10    | 29    | 6        | 0        | 2        | 41    | 14    | 1     | 1        | 0     | 2     | 20    | -     | 1     | 17    | 3        | .264  | .376     | .373     | .749  |

### 背番号
- 51（2012年 - 2020年）
  - 51（2014日米野球日本プロ野球80周年記念試合）
- 32（2021年 - 2022年）
- 82（2023年 - 2024年）
- 76（2025年 - ）

### 登場曲
- 「Born to Be Wild」Steppenwolf（2012年）
- 「Troublemaker 」嵐（2013年 - 2014年）
- 「Immortals」Fall Out Boy（2015年）
- 「1sec.」10-FEET（2016年）
- 「Tonight The World Is Mine」Herman（2017年 - 2018年）
- 「ずっと!!（ORIGINAL MIX）」BES（2019年 - ）

### 代表歴
- 第5回世界大学野球選手権日本代表

## 関連情報

### 出演
CM
- 上新電機（2013年） - チームメイトの能見篤史・新井良太とともに出演